# 我妻正崇
我妻 正崇（あづま まさたか、1月25日 - ）は、日本の男性声優。東京都出身。パワー・ライズ所属。

## 経歴
アミューズメントメディア総合学院声優タレント学科卒業。T-projectに所属し、テクノサウンドが音響制作を担当する作品に出演していたが、2008年1月にマック・ミックに移籍。

## 人物
趣味はドライブ、雑貨屋巡り、ラーメン食べ歩き。特技は歌。資格は普通自動車免許。
声優雑誌『VOICHA!』のインタビューでは、実家が美容院であり兄妹も美容師だと答えている。

## 出演
太字はメインキャラクター

### テレビアニメ
2006年
- 天保異聞 妖奇士（若い侍）
- まじめにふまじめ かいけつゾロリ（ホーク、男B、ガードマン）

2007年
- 機動戦士ガンダム00（2007年 - 2008年、リヒテンダール・ツエーリ）
- NANA（スタッフ）
- ポケットモンスター ダイヤモンド&パール（2007年 - 2008年、ヒョウタ）
- REIDEEN（才賀淳貴）
- 湾岸ミッドナイト

2008年
- アリソンとリリア（村人、聴衆）
- CLANNAD 〜AFTER STORY〜（生徒）
- 鉄のラインバレル（生徒、高校生3）
- To LOVEる -とらぶる-（キャッチャー、生徒、ツレA、男子生徒）
- マクロスF（店員）

2009年
- ジュエルペット（桜木ナオト）
- ファイト一発!充電ちゃん!!（男）

2023年
- 聖者無双〜サラリーマン、異世界で生き残るために歩む道〜（冒険者）

### 劇場アニメ
- 劇場版アクエリオン -創星神話篇-（2007年）
- ねずみ物語 〜ジョージとジェラルドの冒険〜（2007年、ねずみ達[4]）
- 劇場版 機動戦士ガンダム00 -A wakening of the Trailblazer-（2010年、リヒテンダール・ツエーリ[5]）

### ゲーム
- サンデーVSマガジン 集結!頂上大決戦（2009年）
- SDガンダム GGENERATION（2009年 - 2019年、リヒテンダール・ツエーリ） - 2作品[一覧 1]
- 第2次スーパーロボット大戦Z 破界篇（2011年、リヒテンダール・ツエーリ）
- 八剱伝Switch版（2024年、北丞氏康[6]）

### デジタルコミック
- VOMIC++ キングダム（馮忌）

### BLCD
- 鬼でも姫でも君の騎士（小鳥遊総司）
- 海成学院寮 清風館（皆川正嗣）
- 傲慢で一途な欲望（小幡代議士）

### CM
- 騎士竜戦隊リュウソウジャー チョコ（ナレーション）

### 舞台
- 幸顔無知
- 14歳の国

### シリーズ一覧
1. ↑  『WARS』（2009年）、『CROSSRAYS』（2019年）